# Nuoto ai Giochi della I Olimpiade
Le gare di Nuoto ai Giochi della I Olimpiade furono quattro eventi sportivi delle Olimpiadi di Atene del 1896, riservati solo ad atleti maschili, come tutte le altre discipline di questa prima edizione olimpica, che si tennero l'11 aprile 1896 nella baia di Zea, nelle acque nei pressi del Pireo, Grecia.

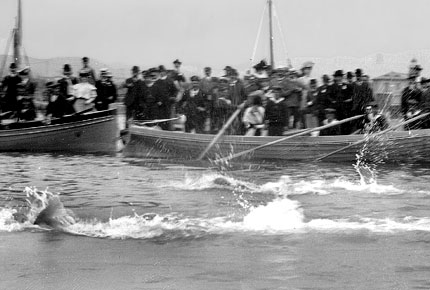
Una gara di nuoto ai Giochi della I Olimpiade

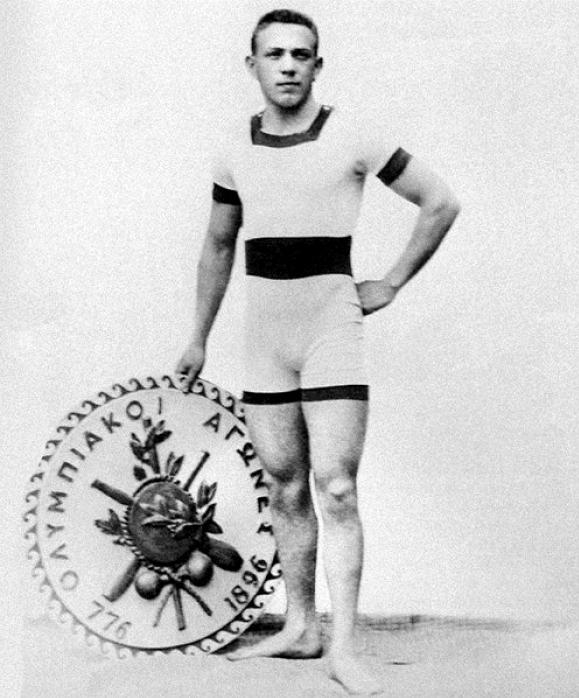
Alfréd Hajós

Il nuoto dell'epoca era dominato dalle squadre austriache e ungheresi (allora unite nell'Impero austro-ungarico); i nuotatori di queste due nazioni erano molto preparati e parteciparono già pieni di successi nazionali e internazionali. Oltre a queste, parteciparono anche le squadre greche, in quanto paese organizzatore, e statunitensi.
Alfréd Hajós è il nuotatore che più di tutti si distinse, vincendo, all'età di 17 anni, due delle quattro gare, diventando così il campione olimpico più giovane. Si pensi che le altre due gare non poterono essere sue per ragioni maggiori, una perché era riservata solo ai marinai e l'altra perché vi dovette rinunciare in quanto la partenza era troppo vicina alla fine della gara dei 100 metri stile libero.
Le gare di nuoto si svolsero tutte l'11 aprile 1896 nella baia di Zea, nelle acque nei pressi del Pireo, in un mare gelido (la temperatura era di soli 13 gradi) e mosso, con onde che arrivavano a quattro metri d'altezza. Infatti si dice che Hajós, per gareggiare i 1.200 metri stile libero, si spalmò addosso un consistente strato di grasso come protezione dal freddo. Si svolsero in mare aperto, dal momento che gli organizzatori si rifiutarono di spendere i soldi necessari per costruire uno stadio apposito. Circa 20.000 spettatori assistettero alle gare.
Curiosa la gara di nuoto riservata a marinai, competizione mai più ripetuta nelle discipline olimpiche. Va notato che il vincitore, Iōannīs Malokinīs, nuotò i 100 metri stile libero in un tempo quasi doppio rispetto ad Hajós, vincitore della gara per la stessa lunghezza aperta a tutti. Era inoltre prevista la gara dei 500 metri stile libero per marinai ma non venne disputata, per motivi sconosciuti.

## Nazioni partecipanti
Parteciparono 19 nuotatori, provenienti da quattro nazioni:
- Austria (2)
- Grecia (15)
- Stati Uniti (1)
- Ungheria (1)

## Podi

### Uomini
| Evento                   | Oro               | Tempo   | Argento           | Tempo   | Bronzo              | Tempo |
| Stile libero             |                   |         |                   |         |                     |       |
| 100 m (dettagli)         | Alfréd Hajós      | 1'22"2  | Otto Herschmann   | 1'22"8  | Non assegnato       |       |
| 100 m marinai (dettagli) | Iōannīs Malokinīs | 2'20"4  | Spyridōn Chasapīs | ---     | Dīmītrios Drivas    | ---   |
| 500 m (dettagli)         | Paul Neumann      | 8'12"6  | Antōnios Pepanos  | 9'57"6  | Efstathios Chōrafas | ---   |
| 1200 m (dettagli)        | Alfréd Hajós      | 18'22"2 | Iōannīs Andreou   | 21'03"4 | Efstathios Chōrafas | ---   |

## Medagliere di disciplina
| Posizione | Paese    |   |   |   | Totale |
| --------- | -------- | - | - | - | ------ |
| 1         | Ungheria | 2 | 0 | 0 | 2      |
| 2         | Grecia   | 1 | 3 | 3 | 7      |
| 3         | Austria  | 1 | 1 | 0 | 2      |
| Totale    | Totale   | 4 | 4 | 3 | 11     |

## Sotto-Comitato olimpico per gli sport acquatici
- HRH Giorgio di Grecia, presidente
- Paul Damalas, segretario
- Dimitri Kriezis
- K. Sachtouris
- George Coundouriotis
- Dimitri Arghyropoulos
- Constantinos Kanaris
- K. Arghyrakis